# Relations entre le Paraguay et Taïwan
Les relations entre le Paraguay et Taïwan désignent les relations internationales s'exerçant entre, d'une part, la république du Paraguay, et de l'autre, la république de Chine.
Chacun des deux États est représenté diplomatiquement par une ambassade auprès de l'autre.

## Relations diplomatiques

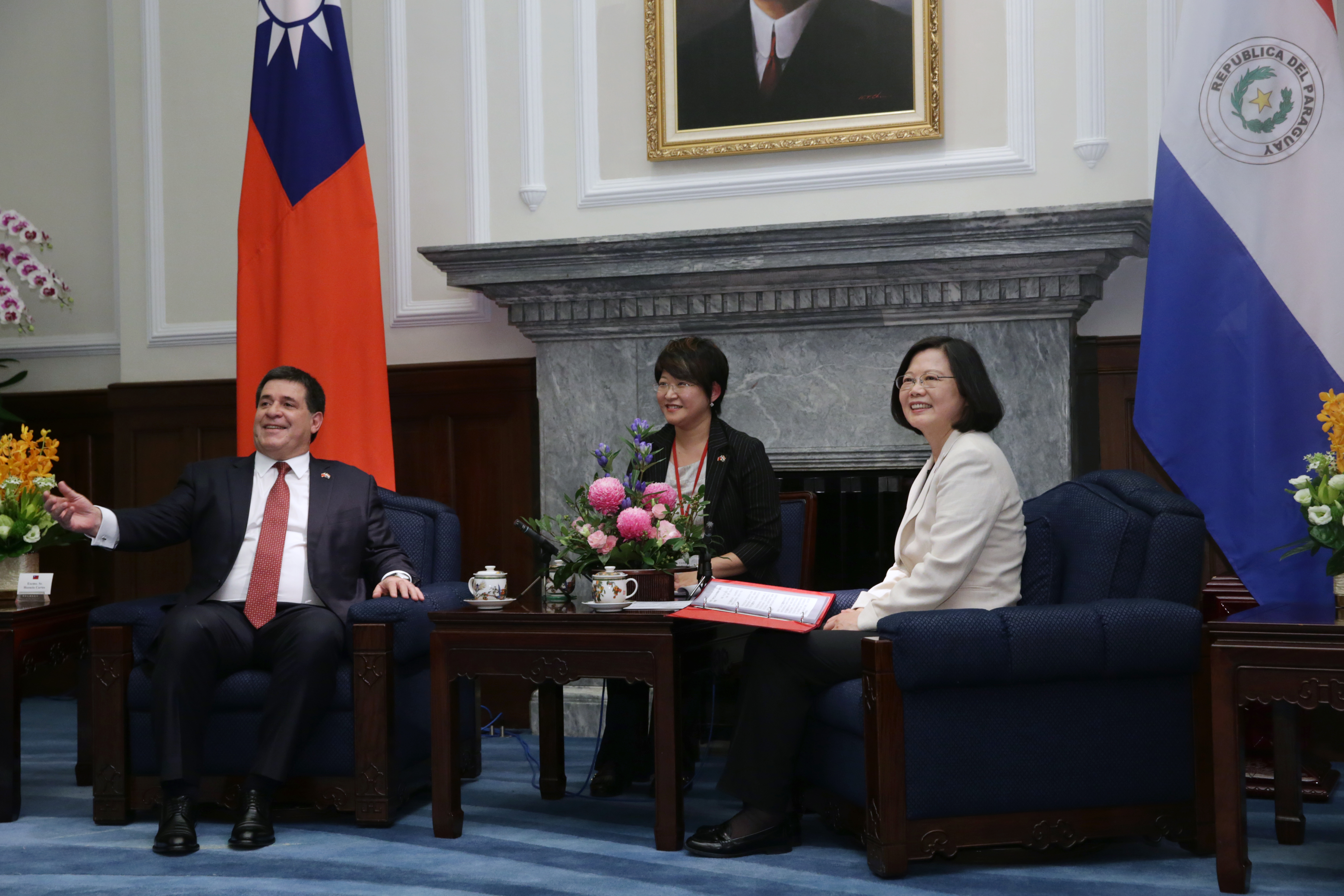
Rencontre entre les présidents paraguayen Horacio Cartes et taïwanais en 7 2017.

Le Paraguay et la république de Chine entretiennent des relations diplomatiques à partir du 12 juillet 1957.
Le 19 novembre 1959, la république de Chine ouvre une ambassade au Paraguay.
Le 25 octobre 1971, le Paraguay se prononce contre la résolution 2758 de l'Assemblée générale des Nations unies, qui sera néanmoins adoptée, actant l'intégration de la république populaire de Chine aux Nations unies aux dépens de la république de Chine.
En complément de son ambassade, un consulat général taïwanais est instauré dans la ville de Puerto Presidente Stroessner le 12 décembre 1988,.
Après la rupture des relations diplomatiques entre le Honduras et la république de Chine en mars 2023, le Paraguay est considéré comme l'une des potentielles prochaines ruptures les plus probables, notamment en raison des élections générales paraguayennes imminentes : le candidat d'opposition à la présidence Efraín Alegre annonce pendant sa campagne son intention de rompre ses relations avec le régime de Taipei au profit de celui de Pékin, tandis que celui du parti au pouvoir, Santiago Peña, prône un maintien des relations diplomatiques. Peña remporte finalement l'élection présidentielle, sauvegardant la politique étrangère du Paraguay qui était déjà le dernier régime d'Amérique du Sud à maintenir des relations diplomatiques officielles avec la république de Chine.